# Demonax nishiyamai
Demonax nishiyamai är en skalbaggsart som beskrevs av Tatsuya Niisato 1984. Demonax nishiyamai ingår i släktet Demonax och familjen långhorningar.
Artens utbredningsområde är Taiwan. Inga underarter finns listade i Catalogue of Life.